# Charles Owen O'Conor
Charles Owen O'Conor   (Bellanagare, 7 de maig de 1838 - 30 de juny de 1906), conegut com a The O'Conor Don, fou un irlandès diputat al Parlament del Regne Unit.
Era el fill gran de Denis O'Conor, The O'Conor Don, fou educat a Downside School a Anglanterra i esdevingué diputat liberal per Roscommon des de març de 1860 fins a la seva derrota en 1880. Fou candidat per Wexford (borough) a les eleccions de 1883, però no fou escollit. Fou nomenat Alt Xerif de Sligo de 1863 i Alt Xerif de Roscommon en 1884.
També fou president de la Reial Acadèmia d'Irlanda i de la Societat per a la Preservació de la Llengua Irlandesa, precursora de la Lliga Gaèlica. Va escriure una història de la seva família anomenada "The O'Conors of Connacht".
Es casà dos cops; primer amb Georgina Mary, filla de Thomas Perry, amb la que va tenir quatre fills, i en segones núpcies amb Ellen Letitia, filla de John Lewis More O'Ferrall, del comtat de Longford.